# Bataille de Corydon
Guerre de Sécession
Batailles
Raid de Morgan
- Tebbs Bend
- Lebanon
- Bardstown
- Brandenburg
- Corydon
- Buffington Island
- Old Washington
- Salineville

La bataille de Corydon est un combat qui eut lieu le 9 juillet 1863 au sud de Corydon, qui était à l'époque la capitale de l'État américain de l'Indiana et le siège de comté d'Harrison. L'attaque eut lieu durant le raid de Morgan, pendant la guerre de Sécession : une force comprenant 2 500 cavaliers envahit l'Union pour soutenir la campagne de Tullahoma. Ce fut la seule bataille rangée qui advint dans l'Indiana durant la guerre de Sécession ; aucune autre bataille n'a eu lieu dans l'État depuis.
Comme la nouvelle de l'arrivée prochaine d'un raid se répandait dans la région, le gouverneur de l'Indiana Oliver P. Morton fit appel à la milice de l'État, la Légion de l'Indiana, pour organiser la défense. Ne connaissant pas la taille de la force d'invasion, quatre compagnies des 6e et 8e régiments de la Légion, soit environ cent hommes, essayèrent d'empêcher les Confédérés de traverser la rivière Ohio vers l'Indiana ; ils furent vaincus par des forces d'artillerie supérieures qui causèrent deux morts. Les miliciens battirent retraite vers le nord, où ils rejoignirent la troupe principale du 6e régiment, que commandait le colonel Lewis Jordan. Avec l'aide des citadins, ils construisirent des parapets pour former une ligne défensive au sud de Corydon. Malgré les promesses de renforts données par les commandants de la Légion régionale de New Albany, seulement 450 hommes, en majorité des locaux, défendirent la ville.
Les Confédérés approchèrent depuis le sud, leur avant-garde composa une ligne de bataille et se lança dans un assaut frontal et une attaque de flanc manquée contre l'aile est des troupes de la Légion. Les renforts et l'artillerie confédérés arrivèrent ensuite, ce qui donna aux attaquants une forte supériorité numérique. À l'aide de l'artillerie, un mouvement en tenaille obligea la Légion à abandonner sa position pour éviter d'être encerclée. Les miliciens tentèrent de fuir la ville, mais une grande partie d'entre eux fut capturée ; d'autres, parmi lesquels le colonel Jordon, se regroupèrent dans le centre-ville. Les confédérés prirent possession des fournitures d'intendance de la Légion au bord de la ville et tirèrent deux coups de semonce vers le centre-ville, qui convainquirent Jordan que continuer la résistance serait futile. Il capitula donc avec ses troupes.
La bataille causa plus de victimes (environ le double) du côté de la cavalerie confédérée que de celui des miliciens, mais elle fut remportée par les attaquants et permit au brigadier-général John Hunt Morgan de sécuriser le ravitaillement et le financement du raid avant de le poursuivre dans l'Indiana et l'Ohio. Le retard qu'elle causa se révéla cependant crucial par la suite, puisqu'il permit aux forces de l'Union qui poursuivaient les troupes du raid de les capturer.

## Prélude
À la suite du raid du colonel confédéré Stovepipe Johnson sur Newburgh (Indiana) en 1862, le gouvernement fédéral envoya un régiment de cavalerie régulière dans le centre-sud de l'Indiana pour assurer sa défense ; ces troupes patrouillèrent pendant plusieurs mois près de la frontière, et, puisqu'aucun nouveau raid ne se produisait, furent déplacées en mars 1863, laissant la protection de la région à la milice locale.

### L'avancée dans le Kentucky
Le 23 juin 1863, le brigadier-général John Hunt Morgan, alors stationné dans le Tennessee, membre de la Confédération, conduisit vers le nord une division de cavalerie comprenant deux brigades, soit au total environ 2 500 hommes, et deux batteries d'artilleries,. Il passa tout d'abord par le Kentucky pour perturber les communications de l'Armée du Cumberland (l'une des principales armées de l'Union) au profit de l'Armée du Tennessee confédérée du général Braxton Bragg dans le cadre de la campagne de Tullahoma. Bragg avait ordonné à Morgan d'attaquer toutes les localités de son choix dans le Kentucky, mais de ne pas traverser la rivière Ohio, qui marquait l'entrée du territoire de l'Union. Bragg s'inquiétait d'un trop grand éloignement de Morgan par rapport à l'armée principale, qui l'empêcherait d'avoir le soutien immédiat de ses troupes s'il faisait appel à lui. Mais Morgan prévoyait déjà d'ignorer ces ordres : il avait envoyé des éclaireurs sonder le terrain au-delà de la rivière avant de quitter le Tennessee,. La colonne de Morgan, après avoir traversé la Cumberland à Burkesville (Kentucky), avança vers la rivière Green ; le 4 juillet, elle est accrochée à Tebbs Bend, près de la Green, par un régiment de l'Union. Morgan surprit et captura la garnison de Lebanon, puis chevaucha vers le nord par Springfield, Bardstown et Garnettsville,,.

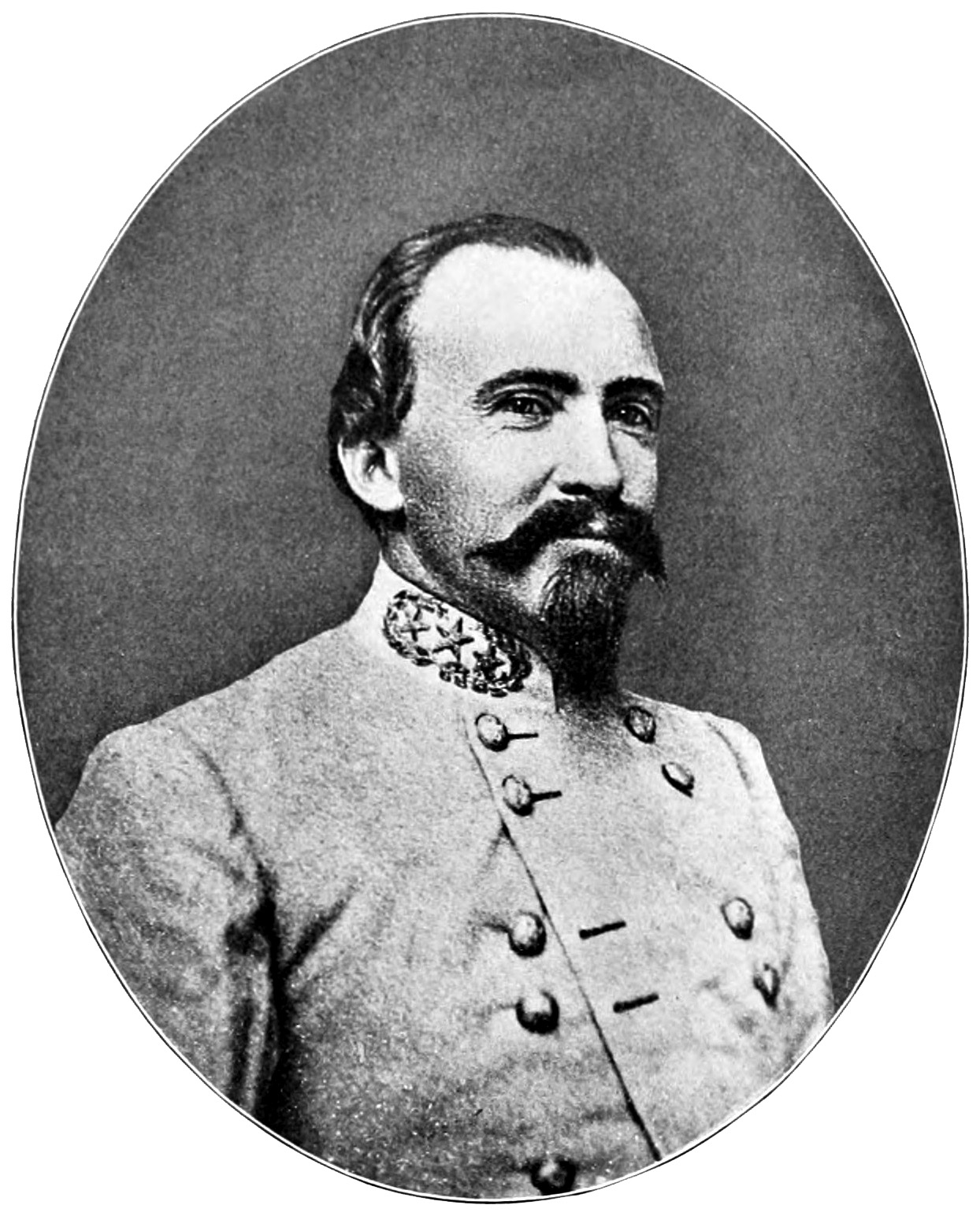
Le Brig. Gen. confédéré John Hunt Morgan.

Les hommes de Morgan transmirent des messages contradictoires sur les lignes télégraphiques de l'Union pour masquer l'effectif et la destination de la colonne. La plupart des officiels de l'Union crurent qu'il allait attaquer Louisville ; toutefois, par précaution, le gouverneur de l'Indiana, Oliver P. Morton, télégraphia à l'ensemble de la milice de l'État, la Légion de l'Indiana, l'ordre de se rendre au sud de la National Road,.
L'après-midi du 7 juillet des éclaireurs confédérés entrèrent à Brandenburg où ils avaient rendez-vous avec le capitaine Thomas Hines (en), qui prit leur commandement,. Hines avait conduit une mission de reconnaissance dans l'Indiana à la recherche de sympathisants de la Confédération, afin de préparer le prochain raid de Morgan. Il n'avait pas trouvé les soutiens espérés, et avait été pourchassé par des éléments des 6e et 8e régiments de la Légion de l'Indiana, qui tuèrent trois de ses hommes et en capturèrent quelques autres avant que le reste puisse s'échapper dans le Kentucky. Depuis, il avait attendu l'arrivée de Morgan dans les environs de Brandenburg. Du fait de pluies récentes, la rivière Ohio était en crue ; passer à gué était par conséquent impossible, et la traverser nécessitait de sécuriser des bateaux pour transporter les troupes. Sous la direction de Hines, les Confédérés firent une embuscade pour s'emparer du navire à vapeur John T. McCombs, pendant qu'il accostait à Brandenburg pour apporter le courrier,. Ce seul navire serait insuffisant pour assurer le transport rapide de toute la division sur l'autre rive ; afin de capturer d'autres bateaux, le McCombs simula un appel de détresse qui attira le vaisseau à vapeur et à roues rapide Alice Dean. Tandis que celui-ci passait le long du McCombs, sans suspicion, les Confédérés jaillirent de leur cachette et montèrent à l'abordage de l’Alice Dean. Ramenant les deux vaisseaux vers la rive, ils relâchèrent l'équipage et les passagers au moment où Morgan arrivait avec le gros des troupes. Certains passagers parvinrent à s'enfuir de la ville et envoyèrent aux commandants de l'Union à Louisville la nouvelle de l'occupation de Brandenburg par les Confédérés.

### Bataille de Brandenburg Crossing
Les commandants de la milice de l'Indiana apprirent la nouvelle de la prise par Morgan de Brandenburg (située à seize kilomètres au sud de Croydon), et son intention de traverser la rivière pour arriver en Indiana, grâce à un télégramme des commandants de l'armée régulière stationnés à Louisville. Toutes les routes menant vers le nord que Morgan était susceptible de prendre se croisaient à Corydon. Des demandes urgentes de renforts furent envoyées depuis la ville dans toutes les directions. Les commandants situés à New Albany promirent en retour d'envoyer un millier d'hommes ; d'autres compagnies situées dans les environs du comté de Harrison se regroupèrent aussitôt et commencèrent à avancer vers Corydon. Trois compagnies du 6e régiment de la Légion de l'Indiana en garnison à Mauckport et comprenant environ une centaine d'hommes, se dirigèrent vers Morvin's Landing, sur la rive nord de la rivière, en face de Brandenburg, pour s'opposer à la traversée de Morgan. Une compagnie de trente hommes du 8e régiment de la Légion de l'Indiana, basée à Leavenworth et commandée par le capitaine G.W. Lyon, rejoignit Morvin's Landing, de nuit, sur le Lady Pike. Ils apportèrent avec eux un canon de 3,6 kg, qu'ils utilisaient dans leur ville pour les cérémonies et qui avait été sorti et apprêté une semaine plus tôt en raison de la célébration du 4 juillet, ; ils le déployèrent, camouflé, sur un petit promontoire situé en face d'une cabane en rondins abandonnée.

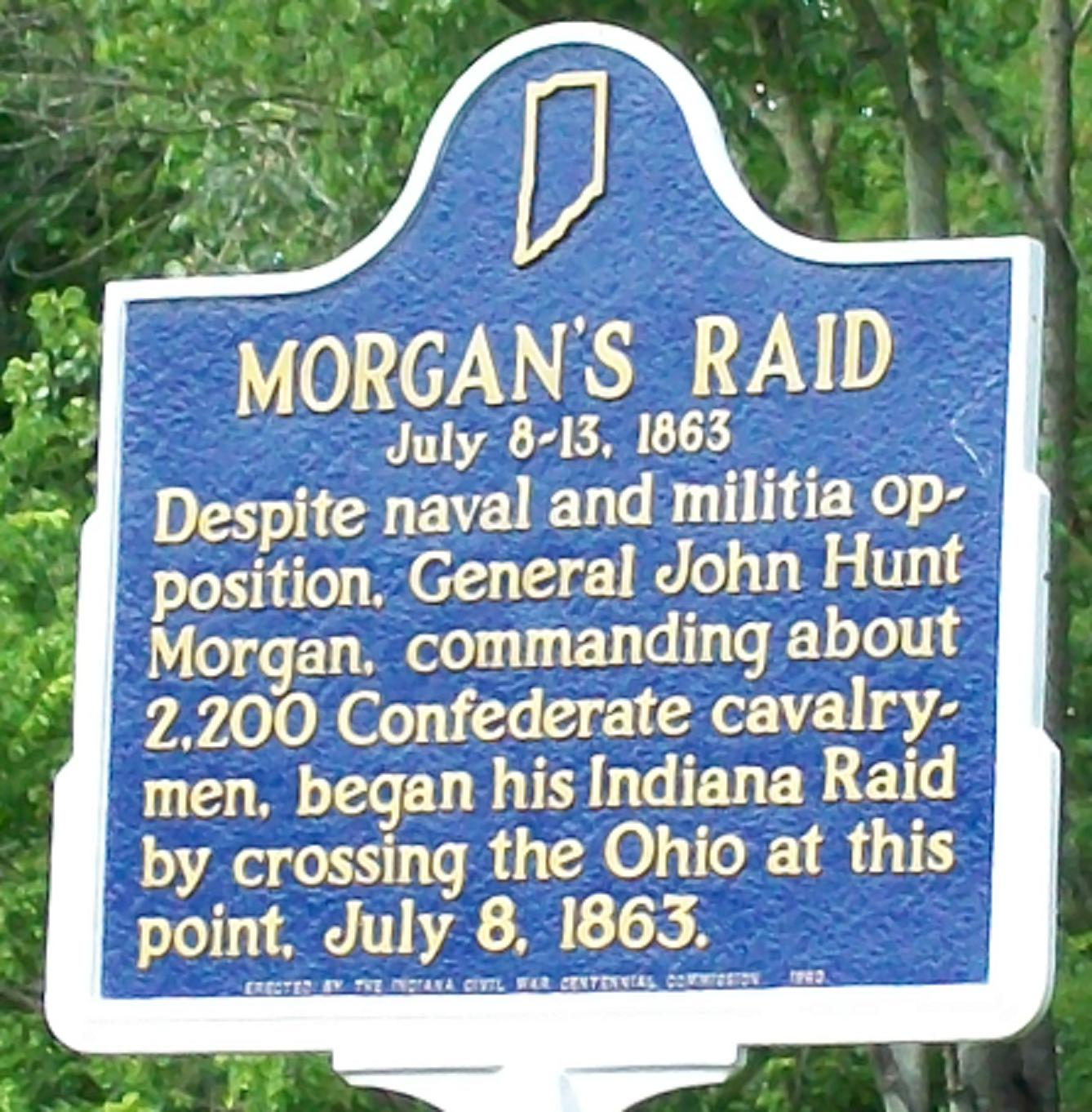
Panneau historique à Morvin's Landing, près de Mauckport.

Le matin du 8 juillet, le capitaine Lyon ouvrit le feu sur le Alice Dean ; ses hommes n'avaient jusqu'alors tiré au canon qu'à l'occasion de commémorations et ne savaient pas exactement commencer viser correctement. Deux coups furent tirés ; le second toucha le pont supérieur du McCombs, passa à travers le navire et atterrit près d'un groupe de Confédérés situé près de la berge, blessant l'un d'eux. Alors que le bombardement commençait, le prévôt John Timberlake arriva sur les lieux depuis Corydon avec une petite compagnie de renforts et prit le commandement. Timberlake, qui était colonel dans l'armée régulière, croyait que les forces de Morgan étaient restreintes, et décida de concentrer les tirs sur la cavalerie plutôt que sur les bateaux. Mais avant que le canon pût avoir choisi ses nouvelles cibles, l'artillerie confédérée, supérieure, avait été mise en place et bombardait les positions des miliciens depuis une position plus élevée sur l'autre berge. Le brouillard matinal dense qui régnait sur la vallée obligeait les Confédérés à tirer plus ou moins à l'aveuglette. Leur premier tir atterrit à peu de distance des positions de la Légion ; le deuxième, derrière eux, sur la cabane, qu'il rasa. Les Légionnaires envoyèrent en réponse un troisième obus qui avait été déjà chargé dans le canon, puis fuirent dans la forêt. Tandis qu'ils montaient la colline et s'approchaient des arbres, ils furent révélés à l'artillerie confédérée, qui commença à pilonner la forêt. L'un des obus lancés toucha un rondin dans lequel se trouvaient deux miliciens qui s'étaient arrêtés pour se reposer ; ils furent mortellement blessés. Le reste des défenseurs s'enfuit dans les bois pendant que les Confédérés continuaient à bombarder le lieu de débarquement,.
Comme la résistance semblait avoir été vaincue, les troupes de Morgan commencèrent à traverser l'Ohio dans les navires à vapeur capturés. La première compagnie qui débarqua monta la crête sur la berge nord et combattit les Légionnaires dans une escarmouche. Les commandants de l'Union à Louisville avaient envoyé des demandes de soutien naval pour empêcher la traversée de Morgan lorsqu'ils reçurent les premiers rapports sur la situation à Brandenburg. Le cuirassé à coque en fer Springfield, armé de six canons de 10,8 kg, était alors à New Albany ; il fut envoyé en aval et arriva sur les lieux juste après le début de l'opération de transport des confédérés vers l'autre rive. Le Springfield ouvrit alors le feu sur les deux navires à vapeur de Morgan, qui battirent retraite, couverts par l'artillerie confédérée. Le navire de guerre commença à bombarder les rives nord et sud en même temps, lançant au moins cinquante obus sur Brandenburg, ce qui détruisit plusieurs édifices et tua trois chevaux. Les forces de Morgan se mirent à couvert dans les forêts environnantes tandis que le cuirassé et l'artillerie confédérée continuaient à échanger des tirs. Une heure après son arrivée, le Springfield n'avait plus de munitions ; il fut obligé de se retirer, et Morgan put reprendre la traversée,.
Environ la moitié de son armée avait débarqué en Indiana, lorsqu'arrivèrent la canonnière de l'Union USS Elk et un navire privé armé, le Grey Eagle. Le Elk tira sur le pont de l’Alice Dean pendait qu'il essayait de s'échapper vers la berge. Toutefois les deux navires de l'Union étaient en bois, et furent contraints de battre retraite vers Louisville une fois que l'artillerie adverse ouvrit le feu, pour éviter d'être détruits. Aussi le passage des troupes confédérées reprit-il. Au total, il fallut dix-sept heures à Morgan pour transporter ses 2 000 hommes et leurs provisions de l'autre côté de la rivière. Il apprit par télégramme que le brigadier-général Edward Henry Hobson, à la tête d'une cavalerie de 4 000 hommes, avançait vers sa position depuis le sud. L'avant-garde de ces troupes arriva à Brandenburg aux alentours de 8 heures du soir ; l'arrière-garde confédérée parvint à retarder leur avance, ce qui permit à Morgan de faire transporter toute son artillerie sur la rive nord. Lors de la dernière traversée, la majeure partie de l'arrière-garde de Morgan fut capable de s'échapper, mais certains soldats laissés derrière furent capturés,.
Une fois les dernières troupes parvenues sur la rive nord, Morgan fit incendier et couler l’Alice Dean entre Morvin's landing et Mauckport pour empêcher les soldats de l'Union d'utiliser le navire et pour bloquer le point de débarquement, de façon à rendre leur traversée de la rivière plus difficile encore. Morgan voulait brûler également le McCombs, mais le colonel Duke annula cet ordre du fait de son amitié avec le capitaine du bateau, qui fut autorisé à retourner avec son navire jusqu'à Louisville,. Le général Hobson et le corps principal de la cavalerie de l'Union arrivèrent à Brandenburg aux alentours de 10 h 15 du soir, au moment où l’Alice Dean sombrait. Il mit en place son artillerie et tira plusieurs coups sur les Confédérés qui le raillaient depuis l'autre rive ; les Confédérés se retirèrent rapidement pour se mettre hors de portée. Les principaux éléments de la cavalerie de Morgan s'étaient déjà dirigés vers le nord, suivant les forces de la Légion qui se retiraient graduellement, et les affrontèrent sur la route de Mauckport à l'occasion de plusieurs escarmouches que les Légionnaires organisaient pour retarder leur avancée vers Corydon,.

## La bataille

### Les escarmouches préalables
Pendant la soirée, des éléments de l'armée de Morgan avancèrent jusqu'à 8 km de Corydon. Les quatre compagnies de la Légion qui avaient essayé d'empêcher la traversée furent renforcées par quatre autres compagnies venues de Corydon, une compagnie venue d'Elizabeth et une autre compagnie venue de New Amsterdam, soit au total 400 hommes. Ils attirèrent une compagnie de Confédérés dans une embuscade grâce à laquelle ils en capturèrent seize, qui furent conduits à la prison de Corydon. En contrepartie, les attaquants parvinrent à capturer de leur côté environ trente miliciens, lesquels, une fois rassemblés, furent gardés dans une école près de Laconia. Une fois que Morgan eut traversé la rivière, il s'adressa aux prisonniers et leur déclara que s'ils promettaient de rentrer chez eux et de ne pas revenir armés, ils les autoriserait à partir et à garder leurs armes ; ils acceptèrent tous ces conditions et furent relâchés.
Cette nuit-là les hommes de Morgan dressèrent leur camp juste au nord de Mauckport. Ils trouvèrent la région déserte : tous les civils avaient fui leurs demeures ; les habitants de la maison où Morgan passa la nuit avaient laissé la table apprêtée pour le dîner. Les hommes de Morgan envoyèrent de nouveaux de faux rapports par télégraphe à destination de New Albany ; la désinformation visait à dissuader les commandants de la Légion à New Albany d'envoyer le grand nombre de renforts qu'ils avaient regroupés. Le lendemain, les Confédérés reprirent leur marche vers le nord. Alors qu'ils passaient sur une route de comté, un coup de feu tua l'un de leurs soldats ; les éclaireurs répondirent en visant une maison d'où il avait été, pensaient-ils, été tiré ; ils tuèrent un pasteur luthérien et blessèrent son fils,,.
Corydon était le siège du comté de Harrison et l'ancienne capitale de l'Indiana. La ville et la compagne environnante comptaient environ un millier d'habitants. La population avait travaillé toute la nuit pour édifier des parapets à l'aide de rondins placés sur une crête juste au sud de la ville. Deux espions confédérés avaient déjà infiltré Corydon et fait leur rapport à Morgan. Une fois les parapets achevés, la Légion se retira vers la ville, s'établissant derrière eux. De nombreux habitants plus âgés rejoignirent les défenseurs, qui étaient désormais 450. Malgré les appels d'urgence pour obtenir des renforts adressés aux commandants à New Albany, leurs troupes ne purent arriver avant le début de la bataille,,.

### L'attaque

Une carte de la bataille de Corydon.

La barricade de la Légion mesurait entre quatre et cinq pieds de haut (1,5 m) et s'étendait sur 760 m depuis la New Amsterdam Road sur l'aile ouest jusqu'à la Laconia Road sur l'aile est ; elle enjambait la Mauckport Road au centre. Le 6e régiment de la Légion de l'Indiana était commandé par le colonel Lewis Jordan, un homme âgé et un vétéran de la guerre anglo-américaine de 1812. Au major McGrain, un lieutenant dans l'armée régulière qui venait de rentrer du front, fut attribué le commandement de l'aile ouest. Le capitaine George Lahue, un vétéran de la guerre américano-mexicaine, dirigeait l'aile est. Bien que ces commandants fussent aguerris, la plupart des autres défenseurs n'avaient jamais participé à une bataille. Sur l'aile ouest, le terrain était fort boisé, mais la pente empêchait autant les défenseurs que les attaquants de se voir entre eux avant d'être à portée ; l'aile est se tenait sur un champ ouvert qui n'offrait que peu d'emplacements où se mettre à couvert pour les attaquants, tandis que les défenseurs étaient protégés des tirs par leurs parapets.
À 11 h 30 du matin, le 9 juillet, le 3e régiment de cavalerie du Kentucky, qui composait l'avant-garde des forces confédérées sous le commandement du colonel "Stovepipe" Johnson, fut repéré alors qu'il marchait vers le nord et Corydon sur la Mauckport Road. Le colonel Johnson croyait que l'artillerie pouvait rapidement disperser les quatre cents fermiers devenus soldats par nécessité, mais Morgan était inquiet et pensait que tout retard serait dangereux, étant donné que pendant la nuit les forces de l'Union avaient commencé à traverser la rivière, derrière les troupes du raid. L'armée principale de Morgan, qui comprenait l'artillerie, était encore sur le chemin ; aussi décida-t-il d'engager l'avant-garde dans le combat contre la Légion sans l'attendre,,.

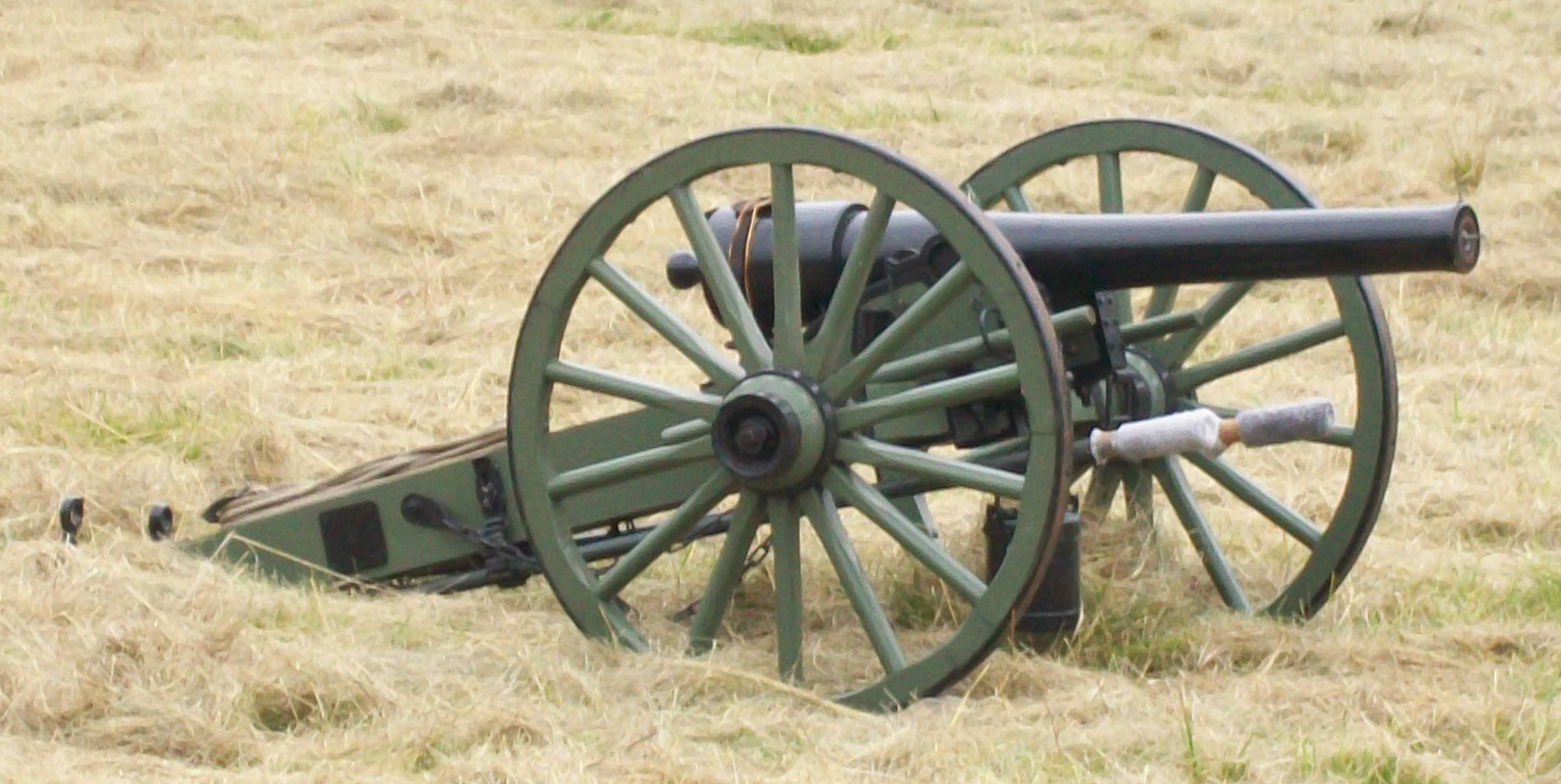
Un canon Parrott de 4.5 kg.

Vers midi les Confédérés avaient formé une ligne d'attaque et étaient en position pour avancer vers les parapets. À cause des bois situés sur le côté ouest de Mauckport Road, une compagnie d'hommes descendit de cheval et attaqua les parapets de front ; ces soldats furent repoussés trois fois, mais la Légion compta un mort lors du second assaut. Au même moment les Confédérés lancèrent une manœuvre de flanc sur l'aile est des ouvrages de protection ; leur première attaque fut repoussée, les trente soldats de la Légion situés dans cette aile disposant d'armes supérieures, des fusils Henry capables de tirer à quatorze reprises avant d'être rechargés, qui leur permirent de bloquer les Confédérés dans le champ pendant environ vingt minutes,,.
Peu de temps après le troisième rejet des Confédérés sur l'aile ouest, le 2e régiment du Kentucky et le 9e régiment du Tennessee arrivèrent depuis Mauckport Road et rejoignirent le combat, ce qui donna aux attaquants la supériorité numérique. Vers 12 h 40, le capitaine Byrnes arriva avec l'artillerie confédérée et utilisa ses deux canons Parrott de 4,5 kg pour coincer les défenseurs dans leurs parapets. Pendant ce temps, Morgan fit passer le corps principal de ses forces loin autour des défenseurs à l'est et les amena sur Plank Road ; ayant contourné tout le système défensif de la Légion, il menaçait directement la ville. Comme ses troupes parvenaient au Corydon Pike, il tirèrent sur un portier qui refusait de jeter son arme et le volèrent,,.

### La déroute de la Légion
Utilisant des canons et un bataillon d'infanterie pour empêcher toute manœuvre du côté de la Légion, le colonel Richard Morgan, le frère du général, lança un mouvement de tenailles dans l'intention d'encercler les miliciens. Tandis que l'artillerie bombardait les parapets, le 2e régiment du Kentucky et le 9e régiment du Tennessee commencèrent à tourner la défense de l'Union sur ses ailes est et ouest. Le colonel Lewis ordonna la retraite pour empêcher une capture de l'armée. Numériquement supérieurs, les Confédérés furent capables de contourner les deux extrémités de la ligne de défense, et transformèrent rapidement la retraite en déroute. La deuxième partie de cet assaut était terminée en à peu près vingt-cinq minutes ; au total, la bataille dura environ une heure,. Pendant que la Légion fuyait dans la ville, beaucoup de ses soldats jetèrent leurs armes dans l'Indian Creek pour éviter qu'elles ne soient récupérées par l'ennemi. Environ cent de ces hommes essayèrent de s'échapper par le Corydon Pike, ignorant que la force confédérée principale y était présente, et furent capturés.

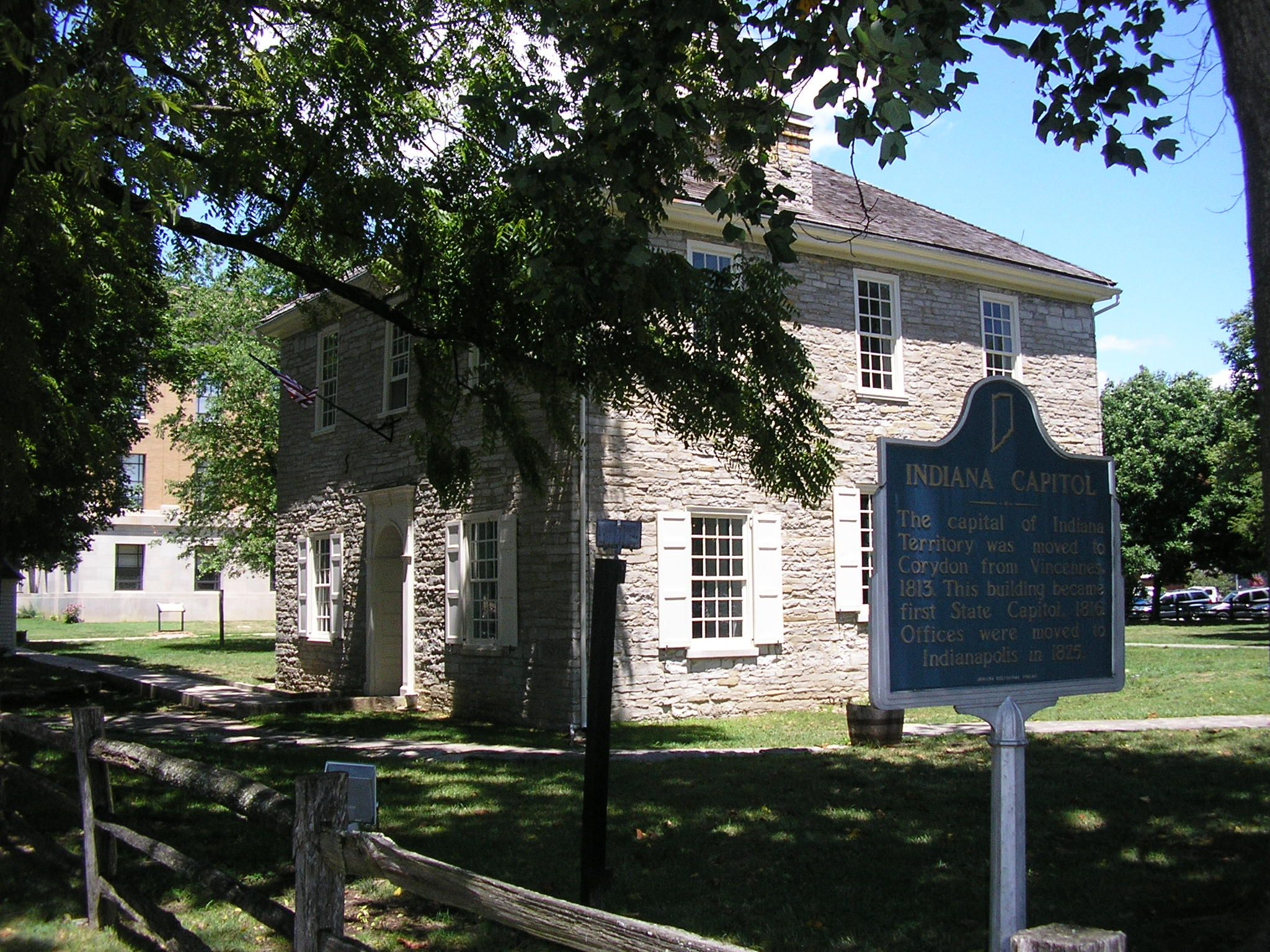
L'ancien capitole de l'Indiana, devenu palais de justice ; c'est là que le colonel Jordan hissa le drapeau blanc.

Une grande partie des troupes de la légion battit en retraite dans le centre ; le colonel Jordon en faisait partie. Dans la bordure ouest de la ville, une compagnie de confédérés s'empara de l'intendance de la Légion. Morgan prit les hauteurs au sud de la ville et tira deux obus de semonce vers Corydon, dont l'un atterrit tout près de la Kintner-McGrain House (aussi connue sous le nom de Cedar Glade), qui est aujourd'hui un site historique, où est indiqué l'endroit où l'obus tomba. Le colonel Jordan comprit que continuer la résistance était inutile ; « ne désirant pas assister à des pertes de vies humaines qui n'étaient pas nécessaires », il se rendit rapidement en hissant le drapeau blanc sur la place centrale de la ville. La cavalerie de la Légion et les fantassins qui avaient des montures furent capables de s'échapper dans la campagne, mais presque toute l'infanterie restante fut capturée,,.
Les témoignages varient en ce qui concerne le nombre de victimes, mais les preuves les plus fiables suggèrent que Jordan perdit quatre hommes, eut de dix à douze blessés, et compta environ 255 hommes capturés ; environ 100 autres s'échappèrent. Après la bataille Morgan compta onze morts et quarante blessés parmi ses hommes, en plus d'un mort durant l'avancée vers la ville. En outre, trois civils furent tués,.

## Après la bataille

### Le pillage de Corydon
Morgan fit entrer ses troupes dans Corydon. Le commissaire du comté sortit du palais de justice, un fusil à la main ; il fut tué, et ce fut la dernière victime ce jour-là. Morgan libéra sur parole la Légion, comme s'il s'était agi de soldats réguliers ; leurs armes et munitions furent saisies ou détruites, et ils durent promettre de ne pas revenir en armes pour une certaine durée. Les détenus de la prison du comté furent libérés, parmi lesquels se trouvaient les Confédérés capturés la veille. Les cavaliers passèrent le reste de l'après-midi à piller les magasins et à collecter de l'argent. Morgan menaça d'incendier trois moulins des environs et demanda aux propriétaires de payer chacun 1 000 dollars en échange de leur préservation ; ils parvinrent à négocier le prix à 500 dollars. Le trésorier du comté paya 690 dollars pour éviter la destruction du palais de justice, et deux des magasins principaux de la ville payèrent chacun 600 dollars. Les hommes de Morgan volèrent les citadins librement, dérobant des objets allant des patins à glace et des bonnets aux armes et aux chevaux. Le montant total du pillage et de la rançon fut estimé à 26 450 dollars (équivalant à 459 086 chained dollars de 2009). La valeur de la plupart des biens volés et des destructions sur les propriétés fut remboursée par la suite, surtout par le gouvernement de l'Indiana.

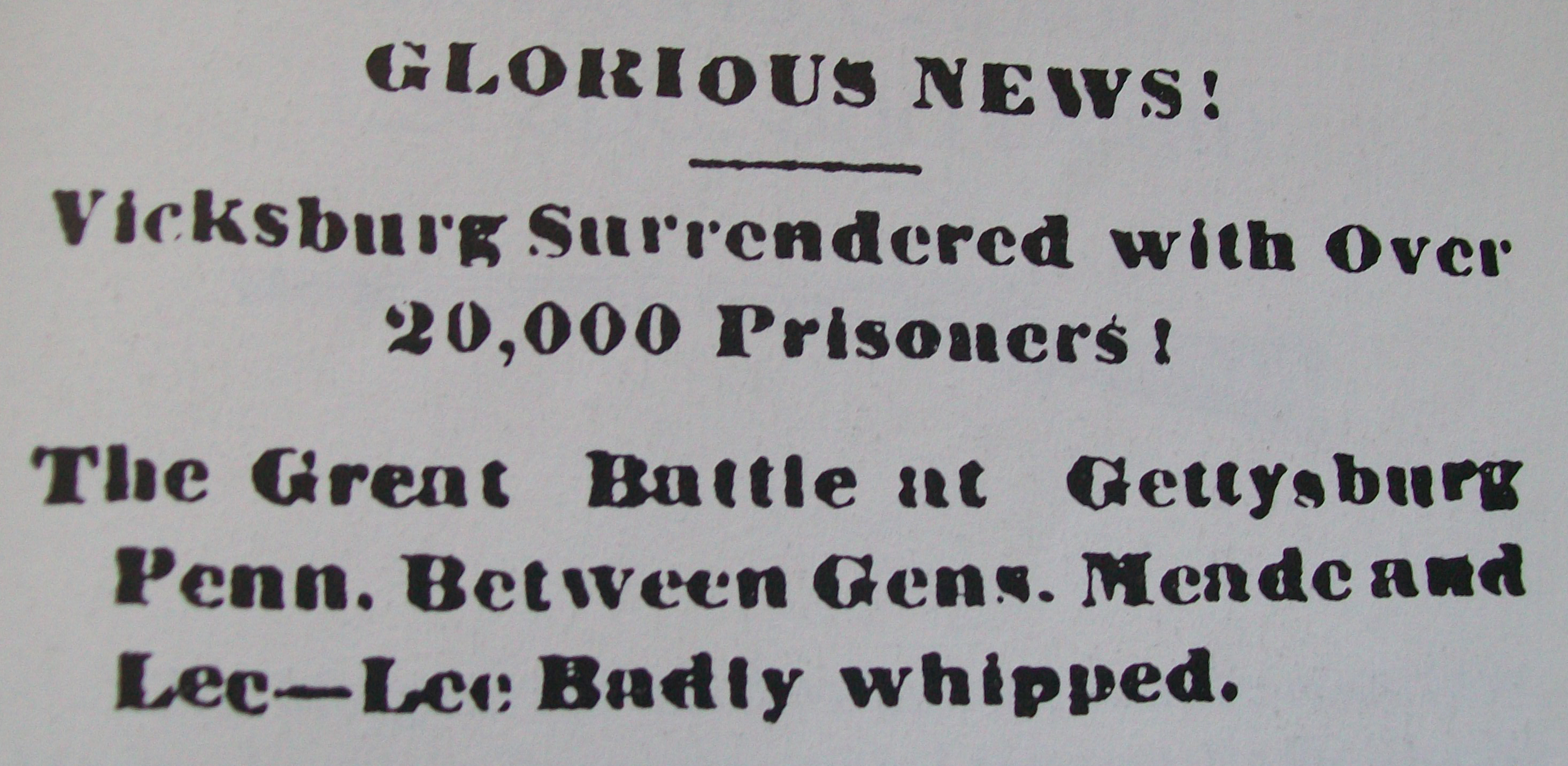
Le gros titre du Corydon Democrat lu par Morgan après la prise de la ville.

Morgan prit son déjeuner à la Kintner House Inn où il lut un journal qui lui apprit les défaites des Confédérés à Gettysburg et à Vicksburg. La situation avait changé, et son armée était à présent en grave danger ; ses hôtes racontèrent par la suite qu'après la lecture de ce journal, Morgan était « perceptiblement déconfit ». Morgan avait eu l'intention de rencontrer les troupes confédérées en Pennsylvanie, mais c'était impossible puisque leurs forces étaient à présent en retraite ; il commença alors à planifier un retour sécurisé en traversant de nouveau la rivière Ohio. Il ordonna à son télégraphiste d'envoyer de faux messages indiquant qu'il se dirigeait vers Indianapolis pour y libérer les prisonniers de guerre confédérés qui étaient gardés à Camp Morton,.
Les morts confédérés furent enterrés dans une ferme située en bordure ouest de la ville, dans des tombes sans nom. Les blessés furent laissés dans la ville, dans une église presbytérienne où ils furent soignés ; une fois les troupes de l'Union arrivées à Corydon, ils furent libérés sur parole. Deux furent emmenés à l'Union army hospital, à Jeffersonville, et restèrent dans la ville jusqu'à ce qu'ils soient rétablis et puissent être échangés,.

### La suite du raid
Peu de temps après avoir pillé la ville, des détachements des forces de Morgan quittèrent Corydon et continuèrent leur raid, parcourant la campagne à la recherche de nourriture et de nouvelles montures. Un Afro-Américain de Corydon fut obligé de leur servir de guide ; il les conduisit pendant deux jours avant de s'échapper et de retourner chez lui. À environ 6h de l'après-midi, Morgan et le corps de troupe principal avaient repris leur marche vers le nord, fourrageant le nord du comté de Harrison avant de camper à quelques kilomètres de Corydon, près de New Salisbury. Ils quittèrent le comté de Harrison tôt le lendemain, allant vers le nord.
Dès qu'il apprit la nouvelle de la défaite à Corydon, le gouverneur Morton envoya une série de télégrammes au major général Ambrose Burnside, le commandant de l'Armée de l'Ohio, demandant puis ordonnant le retour de deux régiments de l'Indiana qui avaient peu de temps auparavant été envoyés pour défendre Louisville (Kentucky). Burnside refusa mais ordonna quand même à sa cavalerie de se joindre à la poursuite de Morgan. Étant donné que Corydon avait été jusqu'à une période récente la capitale de l'Indiana, la défaite était symbolique ; le 10 juillet, le gros titre de l’Indianapolis Gazetteer était : « L'ancien capitole Corydon ravagé par les raiders de Morgan ; Deux Hoosiers morts »,.
Plus de 150 000 hommes rejoignirent les unités de la Légion les semaines suivantes et commencèrent à poursuivre la cavalerie de Morgan. Le général Hobson et ses hommes arrivèrent à Corydon le 10 juillet après avoir traversé la rivière Ohio depuis le Kentucky. Bien que ce fût une victoire confédérée, la bataille de Corydon retarda Morgan de six heures cruciales, permettant à l'armée de l'Union qui le poursuivait de commencer à le rattraper. La cavalerie de l'Union, avec six mille hommes, était bientôt à seulement quelques kilomètres derrière lui. Morgan continua brièvement vers le nord, fit un raid à Salem, puis tourna vers l'Ohio à l'est ; son raid se transforma alors en fuite. Il fut contrecarré à la bataille de Buffington Island, lorsqu'il essaya de traverser la rivière Ohio. Seulement 250 de ses hommes avaient passé la rivière lorsque les canonnières de l'Union mirent fin à son entreprise. Morgan fut capturé lors de la bataille de Salineville, le point le plus au nord que les Confédérés de l'armée régulière atteignirent,.
D'autres raids et de petites escarmouches eurent lieu en Indiana durant la guerre, mais la bataille de Corydon fut la seule bataille rangée qui fut livrée dans l'État ; c'est le dernier conflit militaire qui s'y est tenu.

## La bataille dans la mémoire

### LeCorydon Battle Site
Le Corydon Battle Site est un parc protégé qui préserve le champ de bataille où a eu lieu, partiellement, la bataille de Corydon. Le site a été inscrit au Registre national des lieux historiques le 9 juillet 1979. Il fait partie du département des parcs du comté de Harrison et est officiellement connu sous le nom de Battle of Corydon Memorial Park ; il fait également partie du John Hunt Morgan Heritage Trail.

### Reconstitutions
La bataille a été reconstituée chaque année depuis 1980.

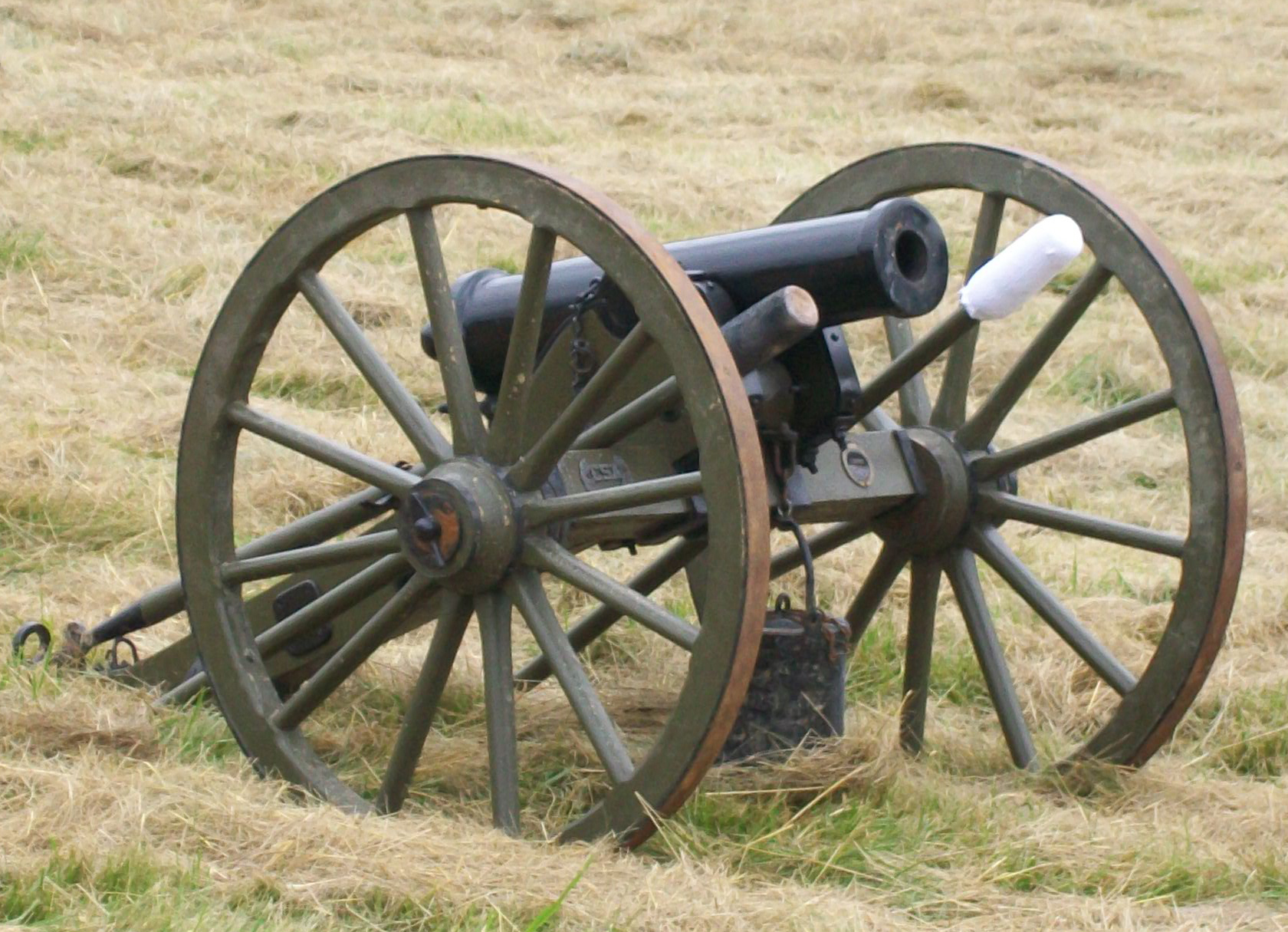
Obusier de 5,4 kg semblable à celui utilisé durant la bataille.
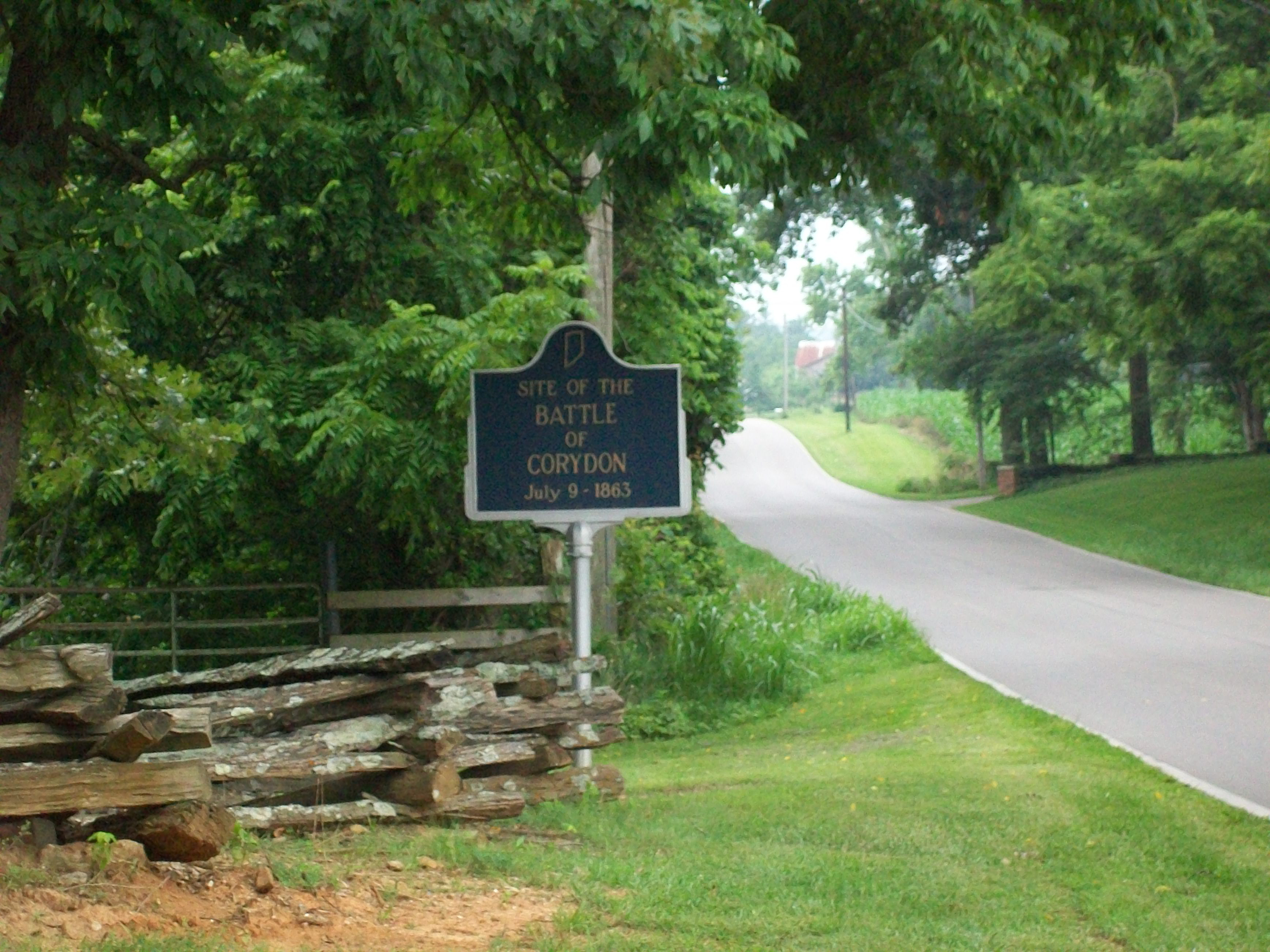
Site de la bataille le long de l'ancienne Mauckport Road.
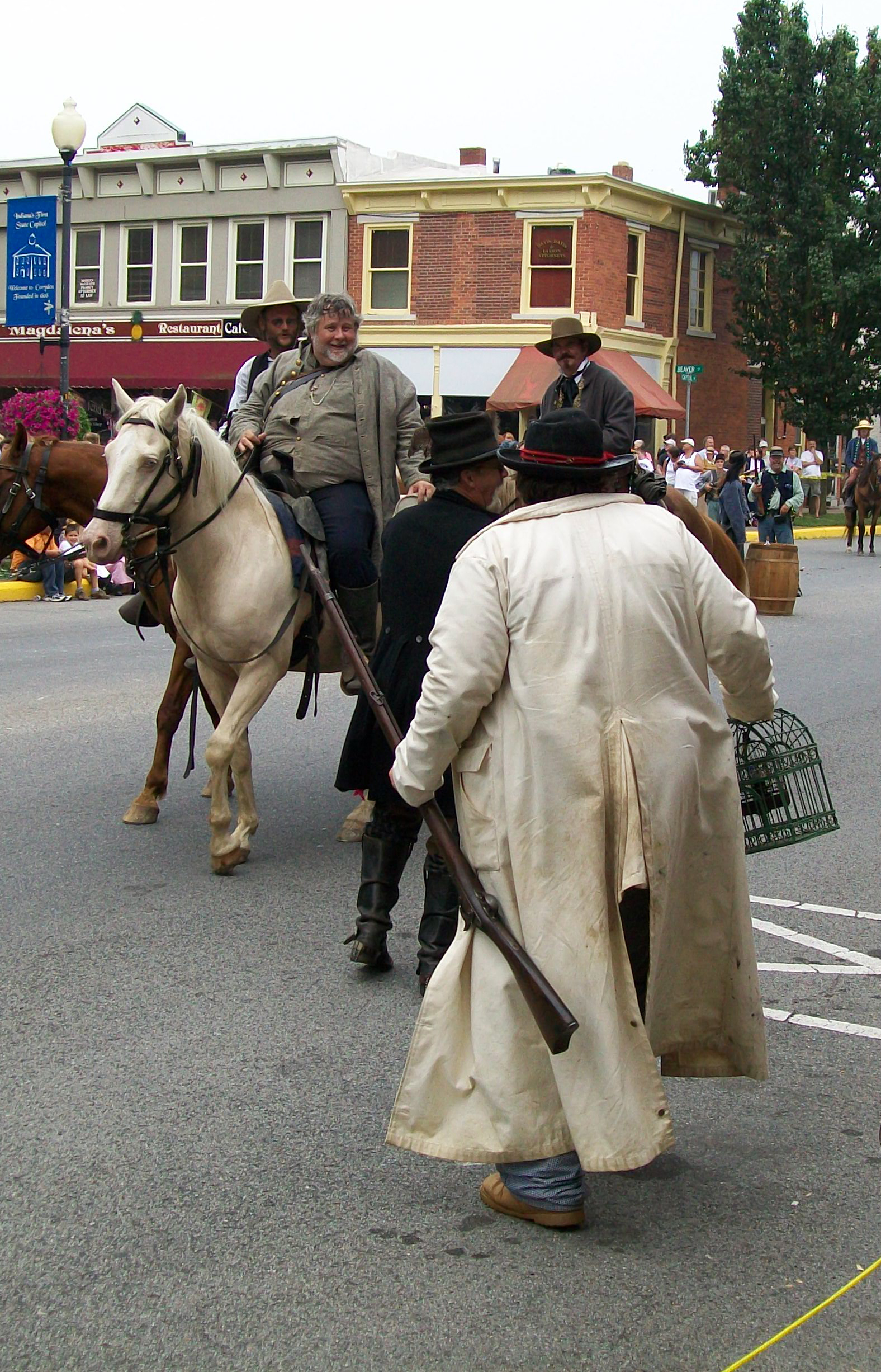
Le pillage de Corydon après la bataille.
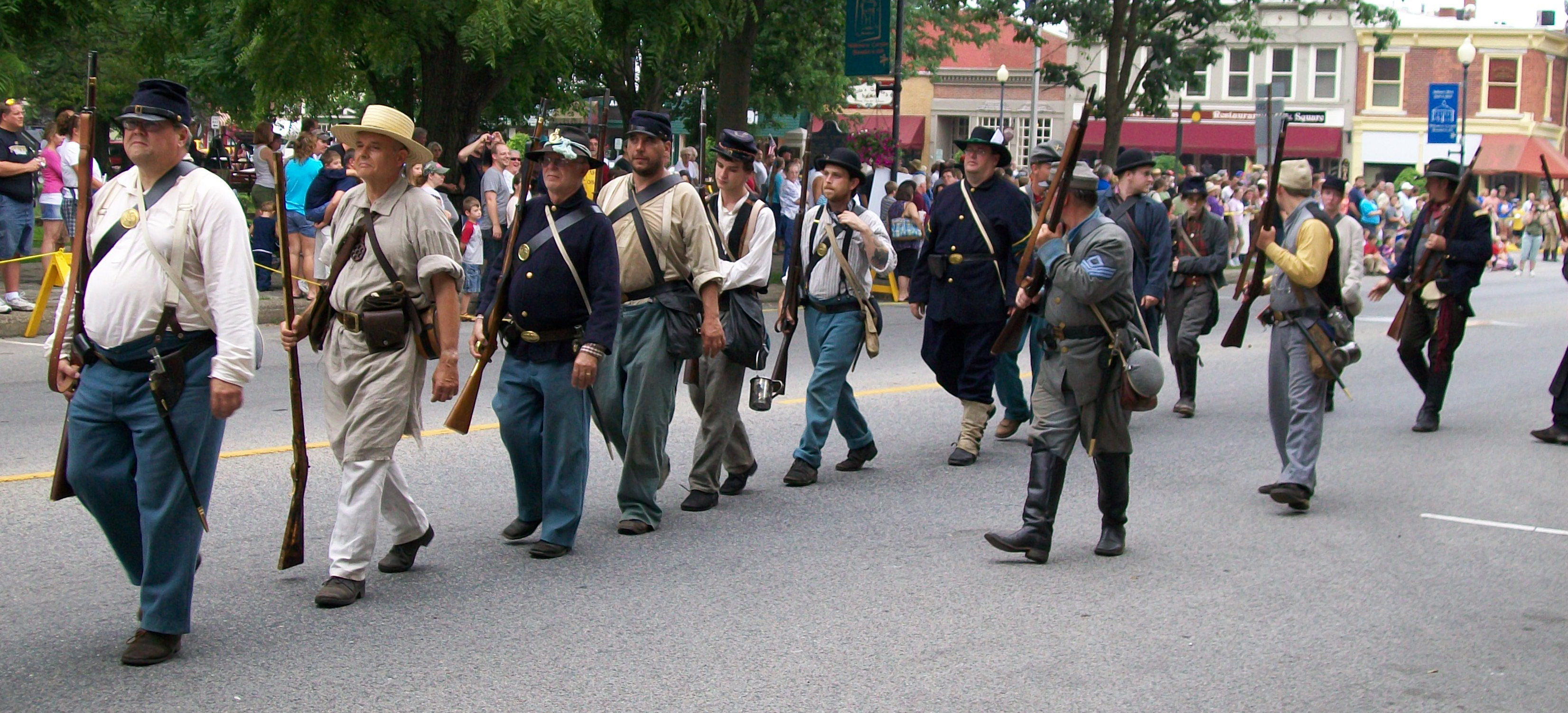
Les soldats capturés sont emmenés pour être placés en liberté conditionnelle.